# Len Dolding
Desmond Leonard „Len“ Dolding (* 13. Dezember 1922 in Nundydroog, Indien; † 23. November 1954 in Wembley) war ein englischer Fußball- und Cricketspieler.

## Karriere
Leonard „Len“ Dolding wurde 1922 im indischen Nundydroog in der Nähe von Ooregaum bei den Kolar Gold Fields geboren, kam aber im Alter von sieben Jahren zurück nach Großbritannien. Im Zweiten Weltkrieg diente Dolding als Bombenschütze in der Royal Air Force.
Ab 1940 spielte Dolding als Amateur beim FC Wealdstone und gewann 1941, 1942 und 1943 mit dem Klub den Middlesex Senior Cup, letztmals spielte er für das Team Anfang Januar 1946 und erzielte bei einem 5:2-Sieg gegen den FC Barnet einen Hattrick. Ab Oktober 1945 trat er auch im Reserveteam des FC Chelsea in Erscheinung und wurde am 10. Januar 1946 Profi. In der Saison 1945/46 war der reguläre Ligaspielbetrieb in England noch nicht wieder aufgenommen, im FA Cup 1945/46 kam Dolding zu einem Einsatz. Dolding, der als Außenstürmer aufgeboten wurde, kam von 1946 bis 1948 in der Football League First Division zu 26 Einsätzen, mit den Verpflichtungen von Bobby Campbell, Johnny Paton und John McInnes wurden seine Einsatzchancen aber immer geringer und er musste vermehrt im Reserveteam auflaufen. 
Im Sommer 1948 wechselte Len Dolding für eine Ablöse von £2.000 zu Norwich City in die Third Division South. Dort gelang es ihm nicht, sich gegen seine Konkurrenten John Church, Les Eyre, Johnny Gavin und Noel Kinsey durchzusetzen und brachte es in drei Jahren auf nur zwölf Pflichtspiele für das Profiteam. In der Reservemannschaft absolvierte er bis zu seinem Abgang 100 Partien und erzielte 23 Tore. Dolding setzte ab 1951 seine Laufbahn im Non-League football fort und zeichnete sich beim FC Dover als regelmäßiger Torschütze in der Kent League aus. 1953 wechselte er zu Dovers Ligakonkurrent FC Margate, mit dem er 1954 den Kent League Cup gewann.
Dolding war zudem ein hervorragender Cricketspieler, der dem Middlesex County Cricket Club angehörte. 1949 war er Englands 12. Mann bei einem Test Match gegen Neuseeland in Lord’s, 1953 wurde er als Ersatzspieler für ein Test Match gegen Australien nach Leeds beordert.
Im November 1954 wurde Dolding bei einem Autounfall in London schwer verletzt und erlag elf Tage später in einem Krankenhaus seinen Verletzungen.